# Água Nova
Água Nova, municipio del estado del Rio Grande do Norte (Brasil), localizado en la microrregión de la Sierra de São Miguel. De acuerdo con el IBGE (Instituto Brasilero de Geografía y Estadística), en el año 2004 su población era estimada en 2.867 habitantes. Área territorial de 50,68 km².

## Historia
El municipio fue emancipado de Arroyo de Santana a través de la Ley n.º 3.041, del 27 de diciembre de 1963. Inicialmente la comunidad era conocida como Nuestra Señora de Fátima de Água Nova
Limita con los municipios de Encanto (norte), Coronel João Pessoa (oeste), Arroyo de Santana (sur) y Rafael Fernandes (este).
La sede del municipio está a 6° 12' 33" de latitud sur y 38° 17' 50" de longitud oeste. La altitud es de 270 m sobre el nivel del mar y la distancia por carretera hasta Natal es de 416 km.
De acuerdo con el IDEMA, el suelo en el área del municipio es del tipo bruno no cálcico. Su idoneidad para la actividad agrícola es regular y restringida para pastizaje natural, siendo apta para cultivos de ciclo largo como algodón arbóreo, sisal, cajú y coco. Regular para plantaciones.

## Economía
De acuerdo con datos del IPEA del año de 1996, el PIB era estimado en R$ 2,94 millones, siendo que 10,0% correspondía en las actividades basadas en la agricultura y en la ganadería, 0,4% a la industria y 89,6% al sector de servicios. El PIB per cápita era de R$ 1.172,90.
En 2002, conforme estimaciones del IBGE, el PIB había evolucionado para R$ 8,044 millones y el PIB per cápita para R$ 2.889,00.